# Hicham Bellani
Hicham Bellani (ur. 15 września 1979) – marokański lekkoatleta, długodystansowiec.

## Osiągnięcia
- brązowy medal Uniwersjady (bieg na 5000 m, Daegu 2003)
- 9. miejsce podczas igrzysk olimpijskich (bieg na 5000 m, Ateny 2004)
- srebro igrzysk śródziemnomorskich (bieg na 5000 m, Almería 2005)
- brązowy medal w drużynie podczas mistrzostw świata w biegach przełajowych (krótki dystans, Fukuoka 2006)
- złoto igrzysk śródziemnomorskich (bieg na 10 000 m, Pescara 2009)
- 7. miejsce na halowych mistrzostwach świata (bieg na 3000 m, Doha 2010)
- nie ukończył rywalizacji w biegu seniorów na 12 km podczas mistrzostw świata w biegach przełajowych (Bydgoszcz 2010)
- złoty medal w biegu na 10 000 metrów podczas igrzysk frankofońskich (Nicea 2013)

## Rekordy życiowe
- bieg na 1500 m - 3:33.71 (2007)
- bieg na 3000 m - 7:33.71 (2006)
- bieg na 5000 m - 12:55.52 (2006)
- bieg na 3000 m (hala) - 7:43.53 (2004)